# Dale Saunders
Dale Saunders (9 novembre 1973) è un ex calciatore trinidadiano, di ruolo centrocampista.

## Carriera

### Club
Ha sempre giocato nel campionato trinidadiano.

### Nazionale
Ha esordito in Nazionale nel 1997, giocando 43 incontri sino al 2003.